# Дьоміна Галина Яківна
Галина Яківна Дьоміна (рос. Галина Яковлевна Дёмина; нар. 5 грудня 1925, Нижній Новгород, РРФСР, СРСР — пом. 8 жовтня 2005, Москва, Росія) — радянська і російська акторка. Народна артистка Російської Федерації (1996).

## Життєпис
Галина Дьоміна народилася 1925 року. У дитинстві вона з сестрою влаштовувала домашній театр. Під час німецько-радянської війни Галина працювала в госпіталі і робила перші кроки на арені в естрадно-цирковому училищі.
У 1944 році вступила до студії при Горьківському театрі драми імені Максима Горького, а в 1947 році, закінчивши навчання, була прийнята до складу трупи театру. В театрі вона починала як травесті.
У 1971 році актори Горьківського театру приїхали на гастролі до Москви, де у виставі «Моє серце з тобою» Галину Дьоміну в ролі Настасії побачив режисер Борис Равенських та запросив на роботу до Малого театру.
14 вересня 1971 року актрисі присвоєно звання Заслуженої артистки Російської РФСР, 9 квітня 1996 року народної артистки Росії.
25 жовтня 1999 року Галина Дьоміна удостоєна Подяки Президента Російської Федерації
Особливе місце у творчості акторки займали ролі в п'єсах Олександра Островського. Останній раз на сцену Малого театру Галина Яківна виходила 6 жовтня 2005 року в ролі Анфіси Тихонівни у виставі «Вовки та вівці».
Померла Галина Дьоміна 8 жовтня 2005 року в Москві. Похована в Москві на Перепечинському кладовищі.

## Театр
Горьківський театр драми
- Єгорушка («Бідність не порок»)
- Родіон Юркін («Молода гвардія»)
- Робін («Віндзорські насмєшніци»)
- Вальтер («Губернатор провінції»)
- Вовка («Світанок над Москвою»)
- Катя («В добрий час»)
- Неллі («Принижені і ображені»)
- Меля («Мораль пані Дульської»)
- Сергій («Анна Кареніна»)
- Зінько («Іркутська історія»)
- Наталя Павлівна («Жіночий монастир»)
- Баба («Жили-були старий зі старою»)
- Євдокія Іванівна («Весілля на всю Європу»)
- Графиня Хрюмина («Горі від розуму»)
- Орися Іванівна («Діти Ванюшина»)
- Кравець-єврей («Надзвичайний посол» брати Тур)
- Настасья («Моє серце з тобою»)
- Таїсія («Достігаєв та інші» М. Горького)
- Вірочка («Останні» М. Горького)

Малий театр
- 1974 — Франтішка — «Одинадцята заповідь» Франтішека Шамберка
- 1976 — Агафія — «Бесіди при ясному місяці» Василь Шукшина
- 1976 — тітка Саша — «Так і буде» Костянтина Симонова (введення)
- 1976 — Ильичиха — «Бесіди при ясному місяці» Василя Шукшина (введення)
- 1976 — Трефена — «Над світлою водою» В. Бєлова
- 1977 — Синиця — «Ураган» А. В. Софронова (введення)
- 1978 — Любонько — «Золоті вогнища» І. В. Штока (введення)
- 1978 — Клячкина — «Повернення на круги своя» І. Друце
- 1980 — Бальзамінова — «Одруження Бальзамінова» О. М. Островського
- 1980 — Марья — «Любов Ярова» К. А. Треньова (введення)
- 1981 — Штопалиха — «Івушка неплакуча» М. Н. Алексєєва (введення)
- 1981 — Ніна Іванівна — «Ретро» А. М. Галина
- 1982 — Пошлепкина — «Ревізор» Миколи Гоголя
- 1982 — Авдотья Степанівна — «Івушка неплакуча» М. Н. Алексєєва (введення)
- 1983 — Орися Іванівна — «Діти Ванюшина» С. А. Найдьонова
- 1985 — Целованьева — «Зикови» М. Горького
- 1987 — мати Акіма — «Сон про білі гори» В. Астаф'єва
- 1987 — Глумова — «На всякого мудреця досить простоти» О. М. Островського (введення)
- 1991 — Бригіта — «Кетхен з Хайльбронна» Г. Клейста
- 1992 — Карпухіна — «Дядечків сон» Ф. М. Достоєвського
- 1993 — Мигачева — «Не було ні гроша, та раптом алтин» О. М. Островського
- 1996 — Медведєва — «Диваки» М. Горького
- 1996 — Фоминишна — «Свої люди — поквитаємось» О. М. Островського
- 1998 — Меланія — «Трудовий хліб» О. М. Островського
- 1998 — Сторожиха — «Воскресіння» Л. М. Толстого
- 2002 — Анфуса Тихонівна — «Вовки і вівці» О. М. Островського (введення)
- 2004 — Анфіса, нянька — «Три сестри» А. П. Чехова
- Фіона — («Не все коту масляна» О. М. Островського)

## Фільмографія
- 1971 — Віриш, не віриш — тітка Поля, мати Тоні
- 1974—2004 — Єралаш — няня Аріна Родіонівна
- 1977 — Виклик — Марія Кирилівна
- 1981 — Бесіди при ясному місяці (фільм-спектакль) — Ілліиха
- 1981 — Полин — трава гірка — Авдотья, мати Трохима
- 1981 — Прощання — Сима, подруга Дар'ї
- 1982 — Діти Ванюшина (фільм-спектакль) — Орися Іванівна
- 1982 — Однолюби — Олена Федорівна, дружина Лаврентія
- 1983 — Хабар. З блокнота журналіста В. Цвєткова — Віра Семенівна Міхова
- 1983 — Підліток — квартирна хазяйка
- 1983 — Прости мене, Альошо — Сигматулліна, акушерка
- 1984 — Віра, надія, любов — баба Маша, мати Калашникова
- 1984 — Повісті Бєлкіна. Завірюха (фільм-спектакль) — Парасковія Петрівна
- 1984 — Ретро (фільм-спектакль) — Ніна Іванівна Воронкова, старуха-«наречена», в минулому — медсестра в психлікарні
- 1985 — Не ходіть, дівки, заміж — Данилівна
- 1986 — Борис Годунов — стара
- 1986 — Одруження Бальзамінова (фільм-спектакль) — Бальзамінова
- 1986 — Парасолька для молодят — мама Віри
- 1986 — Карусель на базарній площі — тітка Груня
- 1986 — Мій улюблений клоун (фільм-спектакль) — чергова лікарка
- 1987 — Байка — старенька
- 1987 — Гардемарини, вперед! — нянька Віра
- 1987 — Запам'ятайте мене такою — представниця
- 1987 — Зикови (фільм-спектакль) — Целованьєва
- 1987 — Суд в Єршовці — Краюшкіна
- 1988 — 86400 секунд роботи чергової частини міліції
- 1988 — Радощі земні — домробітниця
- 1989 — Світ в іншому вимірі (Фільм № 1 «Казенний дім») — Маруся, господиня квартири
- 1990 — Аферисти — бабка в церкві
- 1990 — Біс в ребро — Надія Капітонівна Юркова, продавчиня квітів
- 1990 — Спільниця — Ганна Андріївна
- 1991 — Поки грім не вдарить — бабка
- 1992 — Біг по сонячній стороні — пенсіонерка
- 1992 — На тебе уповаю — санітарка в психлікарні
- 1992 — Тільки не йди
- 1994 — Дім на камені
- 1994 — Три сестри — Анфіса, нянька
- 1994 — Чорний клоун
- 1998 — Му-Му
- 1998 — чи Не послати нам… гінця? — дружина старого з труною
- 1999 — Трудовий хліб (фільм-спектакль) — Меланія, кухарка (Корпелов кличе її Аглаєю)
- 2000 — Межа. Тайговий роман — баба Віра
- 2000 — Третього не дано
- 2000 — Диваки (фільм-спектакль) — Медведєва
- 2001 — Не покидай мене, любов — старенька
- 2001 — Сищик з поганим характером — епізод
- 2003 — А поутру вони прокинулися — баба Маня
- 2003 — Не звикайте до чудес — Марія Юхимівна
- 2003 — Таксистка-1 (6 серія) — Марія, дружина діда Івана
- 2004 — Таємний знак-3. Формула щастя — епізод
- 2005 — Доктор Живаго — епізод
- 2005 — Наречений для Барбі — бабуся з лялькою
- 2005 — найкрасивіша — акушерка
- 2006 — Тихий Дон — сваха
- 2007 — Мороз по шкірі — бабуся Васі